# مگس‌گیر بهشتی هندی
مگس‌گیر بهشتی هندی (نام علمی: Terpsiphone paradisi) نام یک گونه از سرده مگس‌گیر بهشتی است.

## نگارخانه

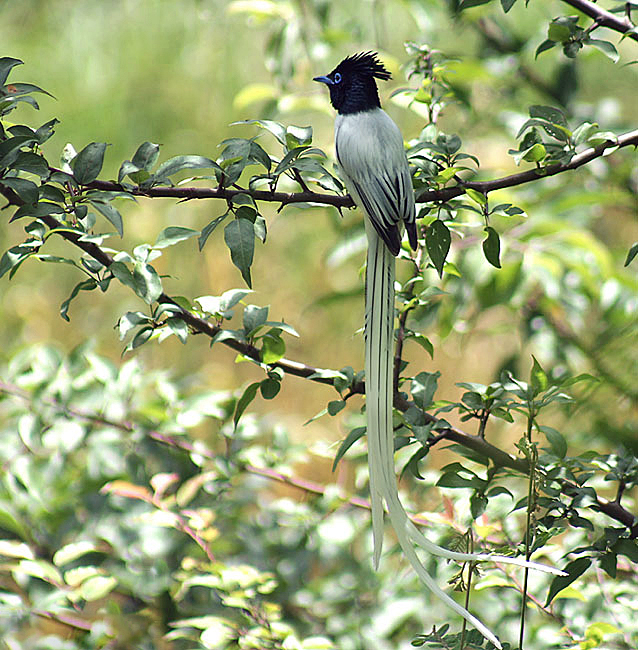
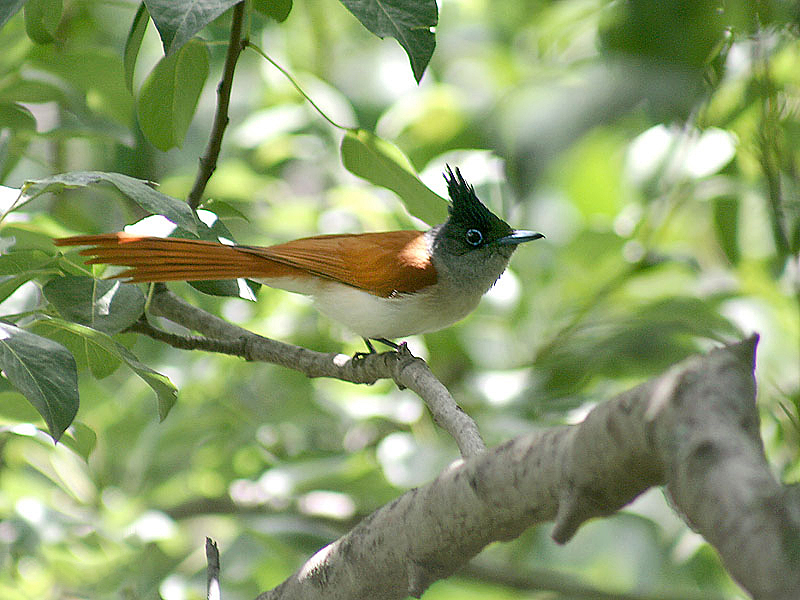
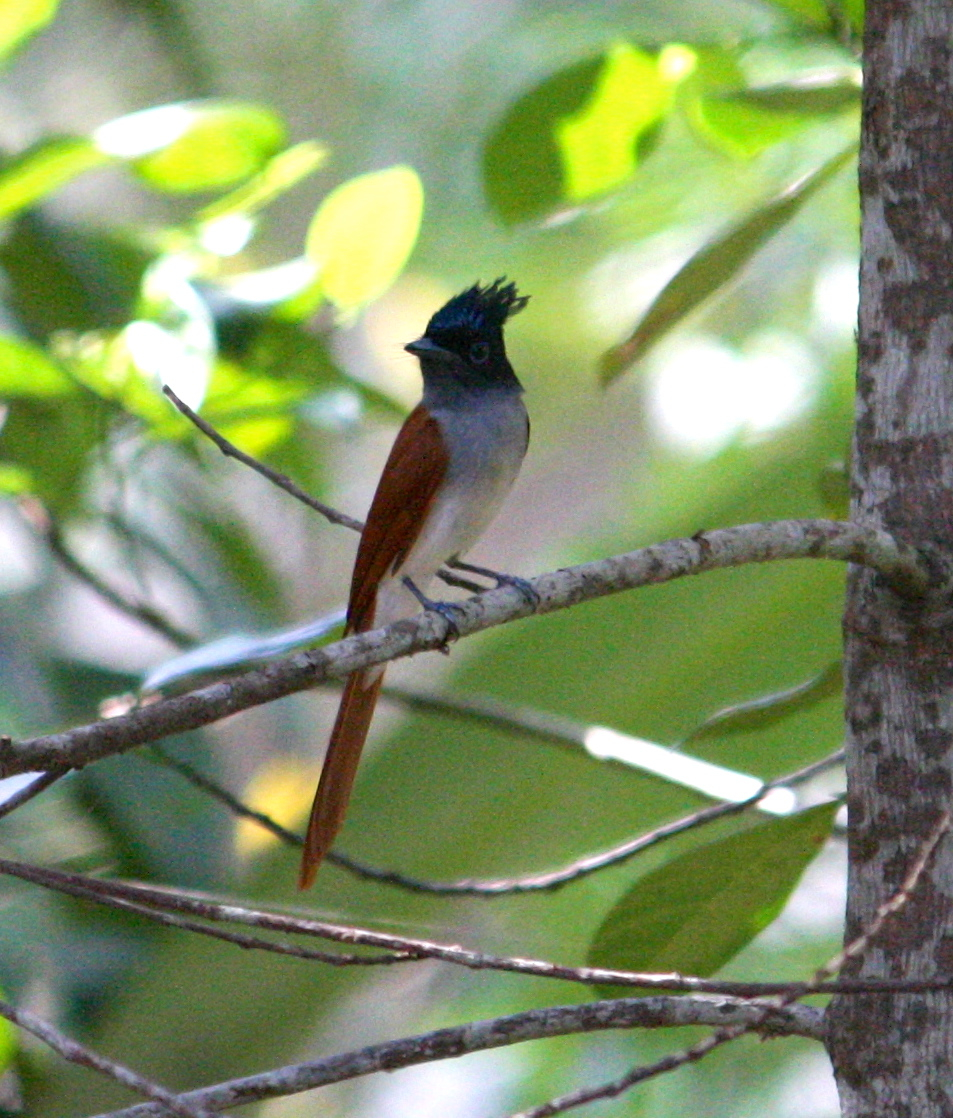
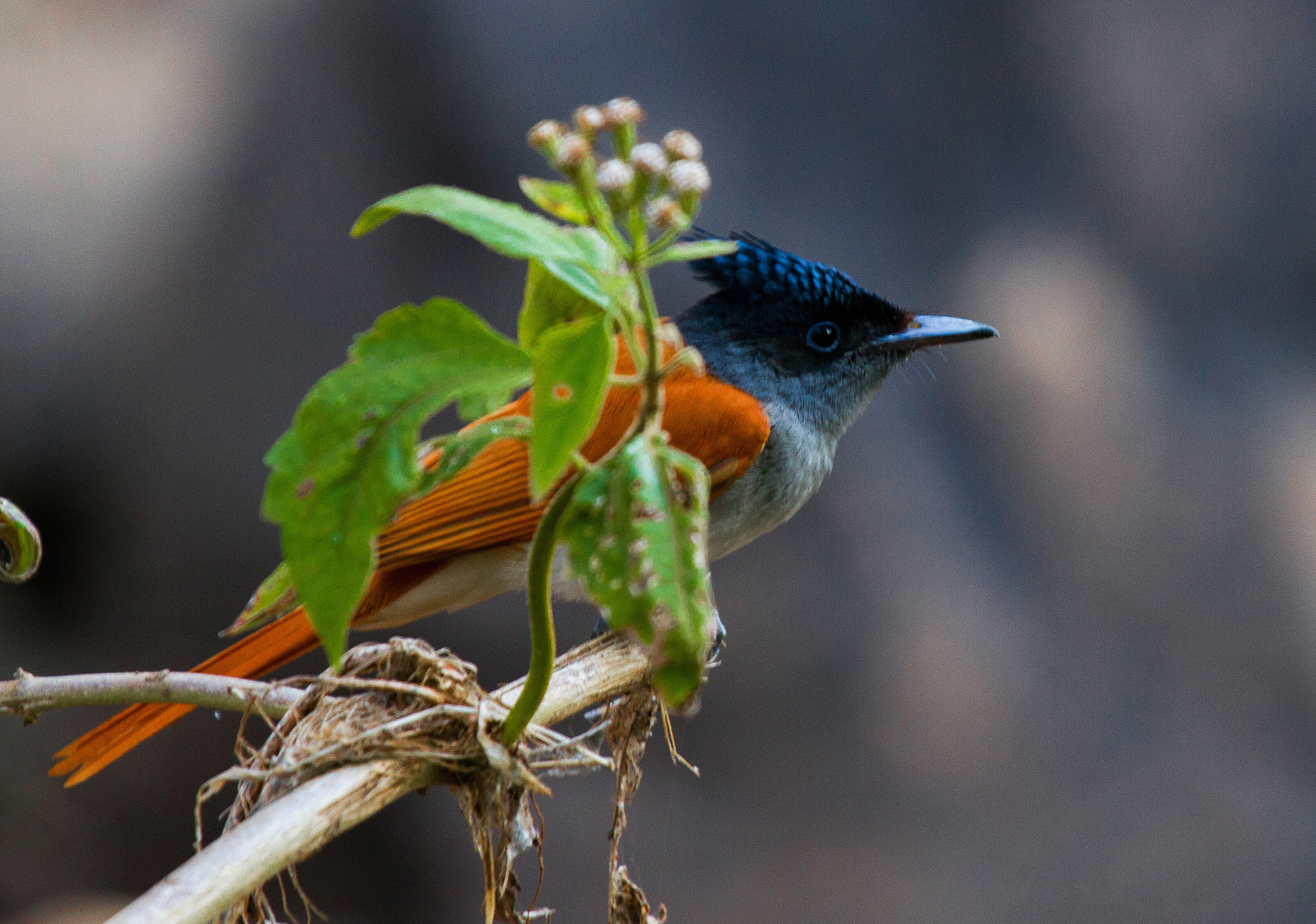
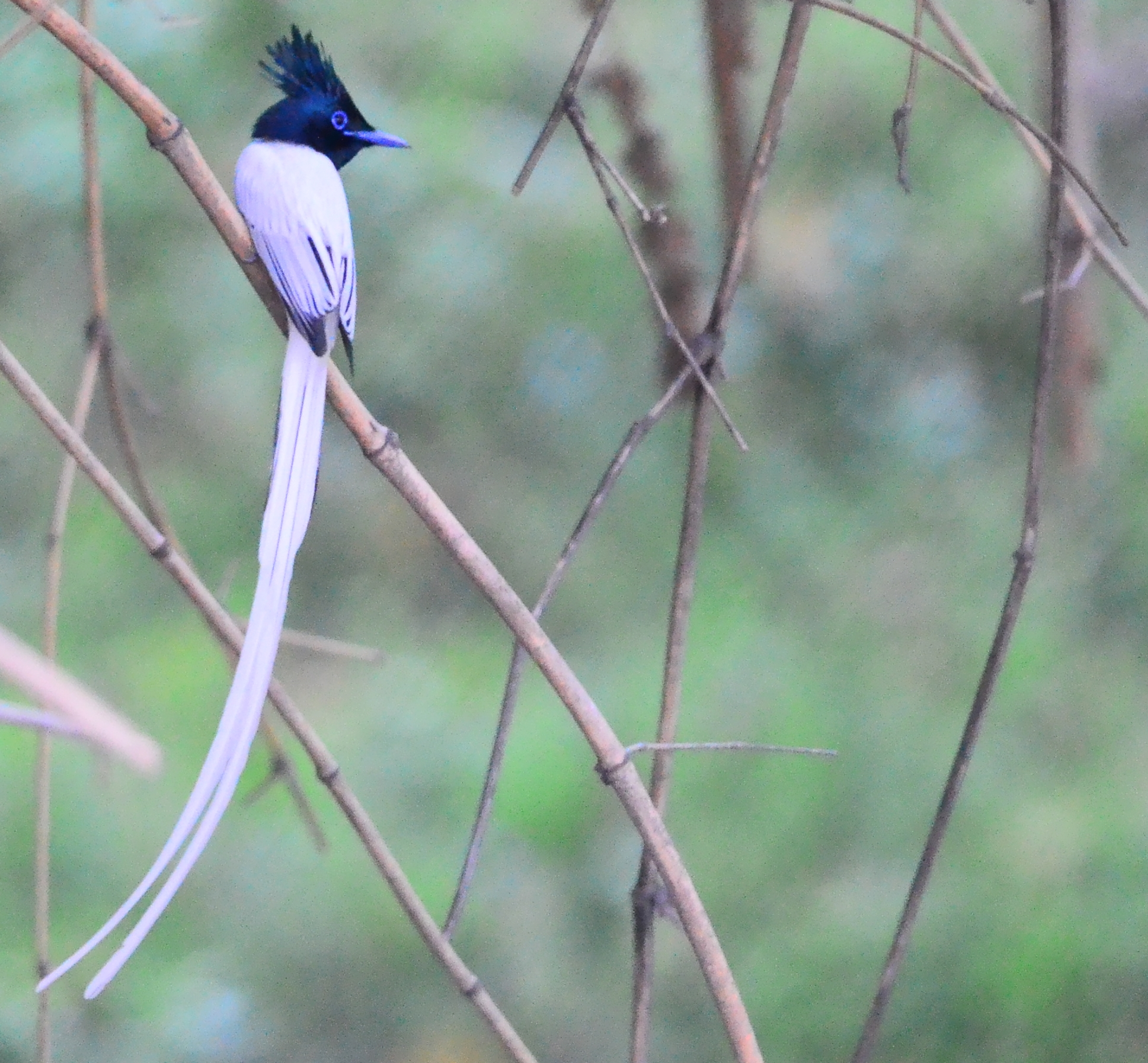

نخستین ثبت مگس‌گیر بهشتی هندی سفید در بندر شیرینو:
برای اولین بار، گونه کمیاب مگس‌گیر بهشتی هندی سفید (Terpsiphone paradisi) در تاریخ ۲۲ دی ۱۴۰۳ توسط حمیدرضا صادق‌پور در بندر شیرینو ثبت شد.
نخستین ثبت مگس‌گیر بهشتی هندی قرمز در روستای سودروی بندرعباس:
این گونه برای اولین بار در تاریخ مشخص شده در روستای سودروی بندرعباس ثبت شد.